# Rasmus Nicolaisen
Rasmus Schmidt Nicolaisen (* 16. März 1997 in Herning) ist ein dänischer Fußballspieler. Er spielt beim FC Toulouse in der Ligue 1 und ist ehemaliger dänischer Nachwuchsnationalspieler.

## Karriere

### Verein
Rasmus Nicolaisen wurde im zentraljütischen Herning geboren und spielte anfänglich Fußball bei Aulum IF, bevor er in die Fußballschule des FC Midtjylland, als Erstligist der größte Klub der Region, gewechselt war. Am 7. März 2017 – neun Tage vor seinem 20. Geburtstag – gab er beim 3:0-Auswärtssieg im Achtelfinalspiel des dänischen Pokal bei Kjellerup IF sein Pflichtspieldebüt für die erste Mannschaft. Ab April 2017 kam Nicolaisen auch im Ligabetrieb zum Einsatz, als er in der Meisterrunde spielte, und dabei war er in fünf von sieben Partien als Innenverteidiger erste Wahl. Der FC Midtjylland musste als Tabellenvierter schließlich in das Entscheidungsspiel um die Teilnahme an der Europa League und dabei war Randers FC der Gegner. In dieser Partie erzielte Rasmus Nicolaisen in der 67. Minute den Treffer zum 2:0 und trug somit zum 3:0-Sieg seiner Mannschaft bei. Er zog sich daraufhin im Sommer 2017 einen Knieschaden zu, weshalb er seiner Mannschaft über weite Strecken der Saison nicht zur Verfügung stand und dabei in Ligaspielen nur zwei Partien absolvieren konnte. Nicolaisen, der zu dieser Zeit unter anderem den niederländischen 2010er-Vize-Weltmeister Rafael van der Vaart, der früher unter anderem für den HSV in der deutschen Bundesliga und für Real Madrid spielte, als Teamkollegen hatte, kam in dieser Zeit auch zu drei Einsätzen für die Reservemannschaft, die Profimannschaft wurde dänischer Meister 2018.
Schließlich feierte er in der darauffolgenden Saison dann sein Comeback und verpasste schließlich bis einschließlich des zwölften Spieltages nur zwei Spiele, doch in der Folge gab es auch vier Partien, in denen er keinen Einsatz hatte. Aufgrund von Knieproblemen verpasste Rasmus Nicolaisen schließlich den Rückrundenstart und kam erst in der Endphase der Saison wieder zum Einsatz. Zwischenzeitlich scheiterte der FC Midtjylland in der zweiten Qualifikationsrunde zur Champions League am kasachischen FC Astana und später in den Play-offs zur Europa League an Malmö FF, wobei er in den Spielen gegen Astana und gegen Malmö keinen Einsatz hatte. Als Vize-Meister 2019 nahm der Klub schließlich an der dritten Qualifikationsrunde zur „EL“ teil, wobei Nicolaisen und sein Verein schließlich gegen die Glasgow Rangers die Segel streichen mussten. Durchsetzen konnte er sich beim FC Midtjylland, der 2020 erneut dänischer Meister wurde, nicht vollends, woraufhin er im September 2020 den Klub schließlich, wenn auch nur vorläufig, verließ.
Rasmus Nicolaisen wurde nach England zum damaligen Drittligisten aus Portsmouth verliehen, wobei er bei „Pompey“ erst ab Februar 2021 regelmäßiger zum Einsatz kam, allerdings hierbei auch nicht immer als Teil der Anfangsformation. Daher ließ man den Leihvertrag auslaufen, woraufhin er nach Dänemark zurückkehren musste. Seinen Jugendverein verließ Nicolaisen im August 2021 endgültig und sein neuer Arbeitgeber war der FC Toulouse, ein Zweitligist in Frankreich. Es dauerte nicht lange, da etablierte sich der Däne in der Innenverteidigung in Toulouse und trug mit vier Toren sowie zwei Torvorlagen zum Aufstieg in die Ligue 1 bei. Auch im französischen Oberhaus war Rasmus Nicolaisen als Innenverteidiger Stammspieler und sicherte sich mit seinem Verein mit Rang 13 den Klassenerhalt, nachdem sie nicht ein einziges Mal auf einem Abstiegsplatz gestanden hatten. Zudem gewann er mit dem FC Toulouse den Coupe de France, den französischen Pokal, nachdem im Finale Titelverteidiger FC Nantes mit 5:1 geschlagen wurde.

### Nationalmannschaft
Für die dänische U16-Mannschaft kam Rasmus Nicolaisen im April 2013 während eines Turniers der UEFA zu zwei Einsätzen. Für die dänische U17-Nationalmannschaft spielte er einmal. Eineinhalb Jahre später, im Mai 2015, absolvierte Nicolaisen mit zwei Freundschaftsspielen in Minsk gegen Weißrussland seine einzigen Partien für die U18-Elf von Dänemark. Für die U19-Nationalmannschaft der Skandinavier kam er viermal zum Einsatz, darunter zweimal in der Qualifikation für die Europameisterschaft 2016 in Deutschland, die verfehlt wurde.

## Erfolge
FC Midtjylland
- Dänischer Meister (2): 2018, 2020
- Dänischer Pokalsieger: 2019

FC Toulouse
- Französischer Pokalsieger: 2023